# 藤岡諒馬
藤岡 諒馬（ふじおか りょうま、1993年10月4日 - ）は、日本の男子バレーボール選手である。

## 来歴
福岡県北九州市出身。姉の影響で小学3年生からバレーボールを始める。
東福岡高等学校、関西学院大学を経て、2015/16シーズン、V・チャレンジリーグI（当時のVリーグ2部リーグ）に所属する大分三好ヴァイセアドラーの内定選手となった。内定選手としてV・チャレンジリーグIの試合に出場しVリーグデビューも果たした。
2016年、大学卒業後に、大分三好ヴァイセアドラーに入団した。
2018年、これまでのVリーグに替わり新生V.LEAGUEが設立され、チームは1部のV.LEAGUE DIVISION1 MEN（V1男子）在籍となる。V1男子1シーズン目となる2018-19シーズン、V1の試合に出場しV1デビューを果たした。
2024年5月にチームが休部となったことを受け、自由交渉選手として公示された。

## 所属チーム
- 東福岡高等学校（2009-2012年）
- 関西学院大学（2012-2016年）
- 大分三好ヴァイセアドラー（2016-2024年）